# Tian Songyao
Tian Songyao, también escrito "Tin Chung-yao", (en chino: 田颂尧) （Jianyang 1888 - Chengdú 25 de octubre de 1975), fue un señor de la guerra de la Camarilla de Sichuan y posteriormente un General del Kuomintang.

## Biografía
Tian Songyao nació en 1888 en Jianyang, Sichuan. Tian se unió al Ejército de Sichuan y ascendió hasta comandar un Regimiento de Caballería, de la 2.ª División, perteneciente al 1er Ejército. También fue comandante de guarnición de Chengdú, entre 1916 y 1918. 
En 1918, Tian fue promovido a comandante de la 41ra Brigada de la 21ra División del Ejército del Gobierno de Beiyang. Posteriormente, ese mismo año, Tian se convirtió en el comandante de la 21ra División, puesto que conservó hasta 1925.
En 1925, Tian fue nombrado Segundo Jefe de los Asuntos Militares de la Provincia de Sichuan, y en 1926, General en Jefe de la guarnición noroccidental de Sichuan y le fue otorgado el mando del 29no Ejército. Entre 1927 y 1928, fue miembro del Consejo Militar Nacional. Entre 1928 y 1933, fue Jefe del Departamento de Administración Civil y miembro del comité del Gobierno Provincial de Sichuan.
En 1933, regresó al plano militar, comandando la lucha contra los bandidos del área fronteriza de Sichuan-Shanxi. Entre 1933 y 1935, fue General en Jefe del 2.º Destacamento de Sichuan, desde donde intentó, con poco éxito, detener la Larga Marcha, que pasó por dicha provincia. 
En 1936, fue hecho miembro del Consejo Militar Nacional, pero fue excluido del cargo y sus mandos desde entonces. Esta puede haber sido la causa de su revuelta contra el Gobierno Nacionalista en 1949. Posteriormente, fue miembro de la Conferencia Consultiva Política del Pueblo Chino en la Provincia de Sichuan.